# Trans TV
Trans TV (Televisi Transformasi Indonesia) és un canal de televisió indonesi de transmissió gratuïta amb seu al sud de Jakarta. Propietat de Chairul Tanjung, es va llançar el 15 de desembre de 2001. És similar a altres emissores comercials, la seva programació consta d'informatius, pel·lícules, sèries dramàtiques, espectacles de varietats, concursos i sèries de televisió per a nens. Per primera vegada, Trans TV va ser l'emissora principal de la Copa Mundial de la FIFA 2018. La majoria de partits de grups i totes les finals es van emetre aquí. Com a resultat, va superar la classificació el 19 de juny de 2018.